# De natura deorum
De natura deorum (Sobre la naturaleza de los dioses) es un diálogo filosófico escrito por el orador romano Cicerón en el año 45 a. C. que se presenta en tres "libros", en los que se discuten las teologías de los diferentes filósofos griegos y romanos. El diálogo se centra en la discusión de los estoicos y epicúreos.
Este trabajo, junto a De officiis y De divinatione, influyó mucho sobre los filósofos del siglo XVIII. Voltaire dijo de De natura deorum que era (...) quizás el mejor libro de la Antigüedad.

## Contenido
En general, el diálogo es narrado por el propio Cicerón, a pesar de que no desempeña un papel activo en la discusión. Cayo Veleio representa la escuela epicúrea, Quincio Lucilio Balbo argumenta a favor de los estoicos, y Cayo Cotta habla del escepticismo propio del Cicerón académico. El primer libro del diálogo contiene una introducción de Cicerón, Cayo Veleio habla de la teología de Epicuro y Cotta hace una crítica del epicureísmo. El Libro II se centra en la explicación y la defensa de la teología estoica por parte de Balbo. El Libro III establece las críticas de Cotta a las ideas expuestas por Balbo.

El diálogo inacabado de Cicerón De natura deorum (escrito en el año 45 a. C.) también atestigua la centralidad de la cuestión «teológica» en la filosofía antigua. El autor, fuente valiosísima para conocer la filosofía griega de época helenística, muestra en dicho diálogo las opiniones predominantes acerca de la naturaleza de los dioses. En el libro I, el epicúreo Veleyo expone las ideas de Epicuro sobre los dioses y critica las de otros filósofos. En el libro II, el estoico Balbo expone la teología estoica (especialmente la de Posidonio de Apamea), y se detiene sobre todo en temas como la existencia de Dios, la naturaleza de Dios y la providencia divina con respecto al mundo y los hombres. En el libro III, el académico Cota critica a los interlocutores precedentes en aras de un escepticismo que niega la posibilidad de conocer a los dioses (Arcesilao), y desmiente la teología natural de los estoicos (Carnéades). En cuanto a Cicerón, parece oscilar entre un escepticismo moderado y un eclecticismo que retoma los aspectos más aceptables de las teorías anteriores.
Enrico Berti, En el principio era la maravilla: capítulo 3